# Vincetoxicum jailicola
Vincetoxicum jailicola är en oleanderväxtart som beskrevs av Sergei Vasilievich Juzepczuk. Vincetoxicum jailicola ingår i släktet tulkörter, och familjen oleanderväxter. Inga underarter finns listade i Catalogue of Life.